# Lovin', Touchin', Squeezin'
Lovin', Touchin', Squeezin' è un singolo del gruppo musicale statunitense Journey, estratto dal loro album Evolution nel 1979.
Fu il primo successo in classifica del gruppo, posizionandosi nella top 20 della Billboard Hot 100.

## Tracce
1. Lovin', Touchin', Squeezin' – 3:52
2. Daydream – 4:41

## Nella cultura di massa
- La canzone è stata reinterpretata dal gruppo progressive metal Dream Theater nell'EP A Change of Seasons nel 1995.
- Il brano appare nell'episodio finale della prima stagione di Glee, in mash-up con l'altro singolo dei Journey Any Way You Want It.